# Marc Femenia
Marc Femenia Nobell, född 1972 i Mexico City, är en mexikansk frilansfotograf som bor i Sverige.
Marc Femenia studerade 1990-97 på Universidad Politècnica de Catalunya i Barcelona och från 1998  på Kungliga Tekniska Högskolan i Stockholm, där han 2003 disputerade på en avhandling om korrosion. Han utbildade sig därefter i fotografi på Tollare folkhögskola 2003-04, Fotoskolan STHLM i Stockholm 2005-06 samt på Nordens Fotoskola Biskops-Arnö 2006-09.
Marc Femenia fick år 2007 Scanpix stora fotopris för reportaget En oavslutad resa om en flyktingfamilj från Kosovo i Sverige. Han fick även en Årets Bild-utmärkelse samma år för detta reportage. Han bor och arbetar i Sverige.
| ”                                                       | En fotograf vars dokumentära fotografi vilar på gedigen traditionell grund, men med ett personligt anslag. Skildringen av Mimoza och hennes familj visar på empati och närhet, mognad och yrkesskicklighet | „ |
| – Prisjuryns motivering för Scanpix stora fotopris 2007 | |   |